# Leszek Jańczuk

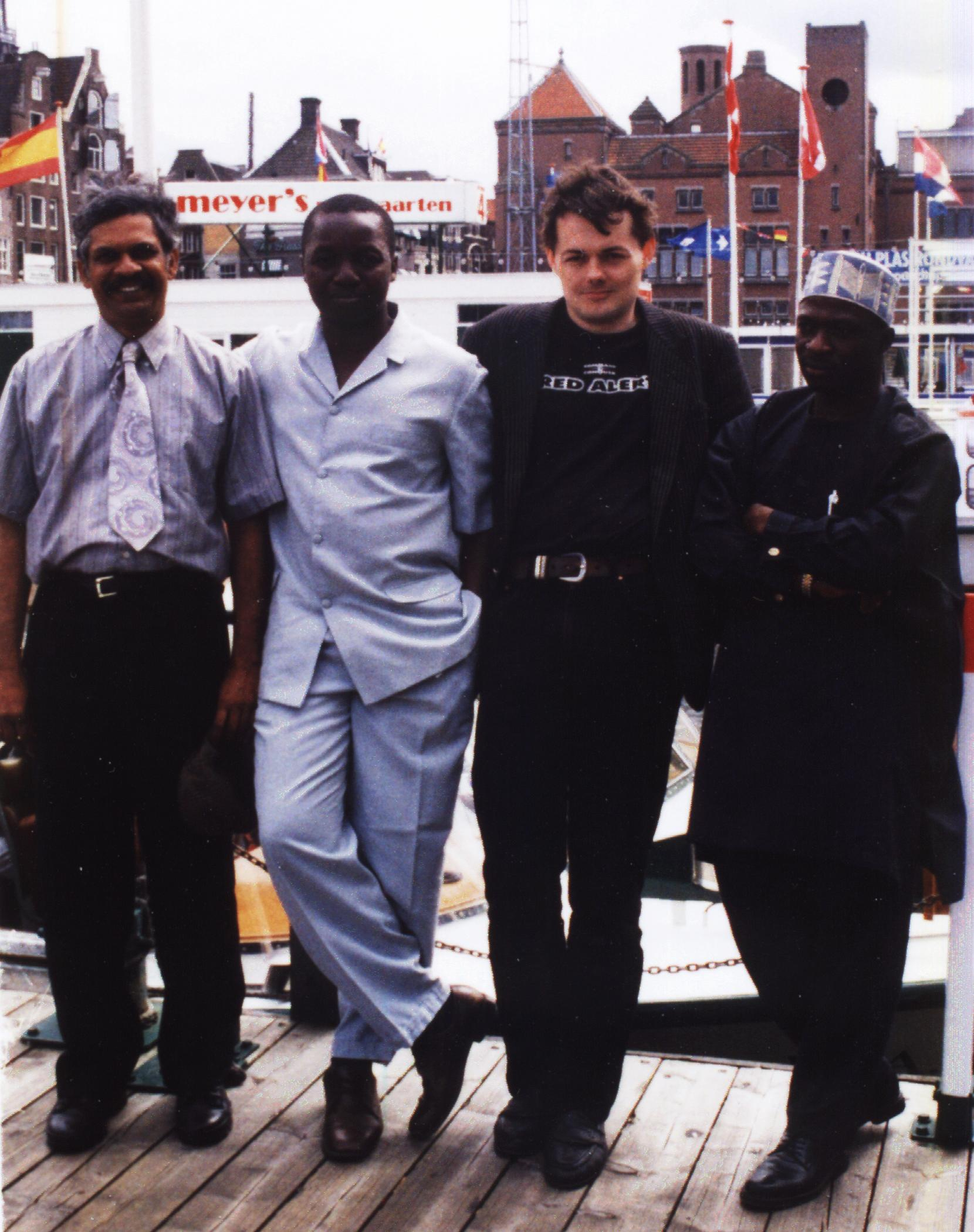
Leszek Jańczuk wraz z tłumaczami Biblii na języki (od lewej): syngaleski (Rohitha de Silva – metodysta), bambara (Sanon Elie – baptysta), hausa (Peter Tswahtachie – katolik), Amsterdam (1999)

Leszek Jańczuk (ur. 26 listopada 1965 w Hajnówce) – polski biblista, doktor nauk teologicznych, duchowny protestancki, tłumacz Biblii, poliglota, współautor Biblii dla dzieci. Studiował w Chrześcijańskiej Akademii Teologicznej w Warszawie i Vrije Universiteit w Amsterdamie. Uczestniczył w ekumenicznym przekładzie Nowego Testamentu. Wraz z innym tłumaczem, ks. Jerzym Banakiem, w publikacjach wyjaśniał okoliczności powstania przekładu, powody oraz zasadność przyjętych rozwiązań translatorskich. Ma w swoim dorobku ponad 130 publikacji, jego hobby jest edytowanie Wikipedii, na której opublikował w różnych wersjach językowych ponad pięć tysięcy artykułów. Przeprowadził lustrację duchownych Kościoła Zielonoświątkowego.

## Życiorys
Jego ojciec i dziadek byli pastorami. Dziadek, Jakub Jańczuk, był jednym ze 199 duchownych aresztowanych we wrześniu 1950. Ojciec, Mikołaj, zajmował się kolportowaniem Biblii do ZSRR. Julian Grzesik, „przemytnik” Biblii z Lublina, odnotował: Na północy Polski, lublinianie umożliwili kontakt Jańczukowi z okolic Hajnówki z Władysławem Szatyńskim z Wolnych Badaczy z Białegostoku, za pośrednictwem którego odbierali Biblie tamtejsi Świadkowie i poprzez maszynistów kolejowych dostarczali współwyznawcom w ZSRR. Działalnością Mikołaja Jańczuka interesowała się Służba Bezpieczeństwa. Według notatki służbowej sporządzonej przez funkcjonariusza Służby Bezpieczeństwa z 19 sierpnia 1985: Kaznodzieja Mikołaj Jańczuk utrzymuje natomiast kontakty z przedstawicielami tego kościoła w krajach kapitalistycznych (Kanada, Finlandia, Niemcy Zachodnie) […] Z tych krajów przesyłana jest na adres zboru w Nowosadach literatura religijna […]. Ostatnio starają się oświadczył rozmówca o sprowadzenie biblii w dużym formacie w języku rosyjskim. Można domniemywać, że część tej literatury może być przerzucona na teren ZSRR z racji bliskości granicznej stacji przeładunkowej PKP w Siemianówce.
Podczas wizyty Billy’ego Grahama w Białymstoku w 1978 powierzył swoje serce Chrystusowi. Edukację szkolną zakończył w Hajnówce, gdzie uczęszczał do Liceum Ogólnokształcącego z BJN. W 1985 zdał egzamin maturalny. Odbył dwuletnią służbę wojskową (1985–1987). W wojsku był radiotelegrafistą. W 1995 ukończył studia teologiczne w Chrześcijańskiej Akademii Teologicznej w Warszawie, broniąc pracę magisterską pt. „Czas 7. trąby według Objawienia św. Jana”, napisaną pod kierunkiem ks. prof. Manfreda Uglorza. Następnie odbył studia podyplomowe na Vrije Universiteit w Amsterdamie (1998–1999) w zakresie „Przekład Biblii” („Bible Translation”). Kolejnym etapem rozwoju naukowego było uzyskanie w 2005 na Wydziale Teologicznym ChAT stopnia naukowego doktora na podstawie rozprawy pt. „Przemilczane αἱ ἑπτὰ βρoνταί Apokalipsy św. Jana w świetle symboliki biblijnej oraz pozabiblijnej”, której promotorem był bp prof. dr hab. Wiktor Wysoczański.
W latach 1996–2001 uczestniczył w ekumenicznym przekładzie Nowego Testamentu, zastępując delegowanego wcześniej Kazimierza Sosulskiego. Jednym z tłumaczy był ks. Jerzy Banak, wraz z którym napisał również „Biblię dla dzieci”, wydaną w 2001, a w latach 2002–2004 współpracował też z nim przy redagowaniu kwartalnika „Bliżej Biblii”. W latach 2005–2008 był członkiem redakcji „Pentekoste”, czasopisma WST. Publikował też w następujących pismach: „Chrześcijanin”, „Na Początku...”, „Pielgrzym Polski” i innych. Jest autorem około 130 publikacji.
Jest wykładowcą w Wyższej Szkole Teologiczno-Społecznej. Był pastorem w latach 2002–2004. Od 2010 jest członkiem stowarzyszonym Stowarzyszenia Biblistów Polskich. Współpracował z kanałem telewizyjnym Religia.tv.
W latach 2017–2018 przeprowadził lustrację środowiska duchownych Kościoła Zielonoświątkowego z okresu PRL w zakresie ewentualnej współpracy ze Służbą Bezpieczeństwa.
Jest zaangażowany w tworzenie Wikipedii i autorem artykułów w jej kilkunastu wersjach językowych. Jego publikacje w Wikipedii, związane z badaniami nad rękopisami Nowego Testamentu, wymieniane są w grupie najbardziej wartościowych przez serwis PSNT.pl.

## Ekumeniczny przekład Nowego Testamentu

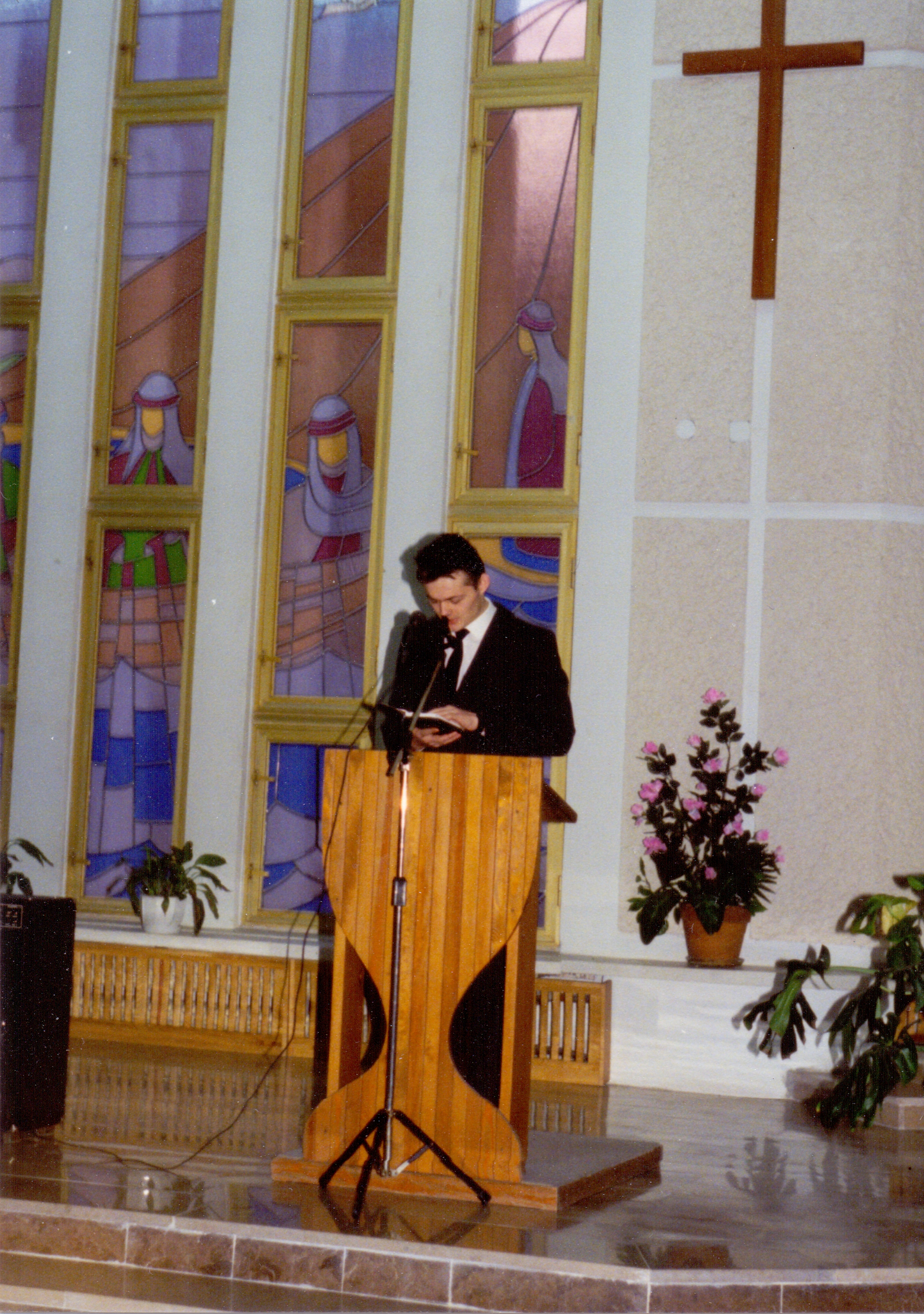
Leszek Jańczuk wygłaszał kazania zarówno w zborze protestanckim, kościele katolickim, jak i cerkwi prawosławnej

Uczestniczył w ekumenicznym przekładzie Nowego Testamentu, jako autor przekładu Apokalipsy św. Jana i współautor Ewangelii według św. Łukasza, Ewangelii według św. Marka, Ewangelii według św. Mateusza, 1 Listu św. Jana, 2 Listu św. Jana, 3 Listu św. Jana. Wchodził w skład zespołu tłumaczy Ewangelii synoptycznych, zaś Listy św. Jana tłumaczył wespół z ks. Jerzym Banakiem.
Po ukazaniu się ekumenicznego przekładu Nowego Testamentu jego język stał się przedmiotem analiz naukowych. Poloniści z Uniwersytetu Gdańskiego i Uniwersytetu Warszawskiego (m.in. prof. Bożena Szczepińska oraz dr Krystyna Długosz-Kurczabowa) skrytykowali publikację za „nadmierną modernizację języka” i porzucenie tzw. „stylu biblijnego”. Wraz z ks. Banakiem na łamach „Roczników Teologicznych Warszawsko-Praskich”, „Niedzieli”, „Chrześcijanina”, „Pielgrzyma Polskiego”, a także kwartalnika „Słowo i Życie” zaangażował się w obronę przekładu ekumenicznego. W latach 2002–2004 ukazywały się też artykuły w „Bliżej Biblii” poruszające tę kwestię. Leszek Jańczuk wraz z ks. J. Banakiem bronił założeń koncepcyjnych przekładu, uzasadniając dobór szaty językowej przekładu oraz jego strony leksykalnej, tłumacząc też, że naczelną zasadą, jaką kierowali się tłumacze, była wierność oryginałowi.
Jednym z owoców jego udziału w pracach nad przekładem Nowego Testamentu stały się ekumeniczne wystąpienia w kościele prawosławnym i katolickim.

## Poglądy

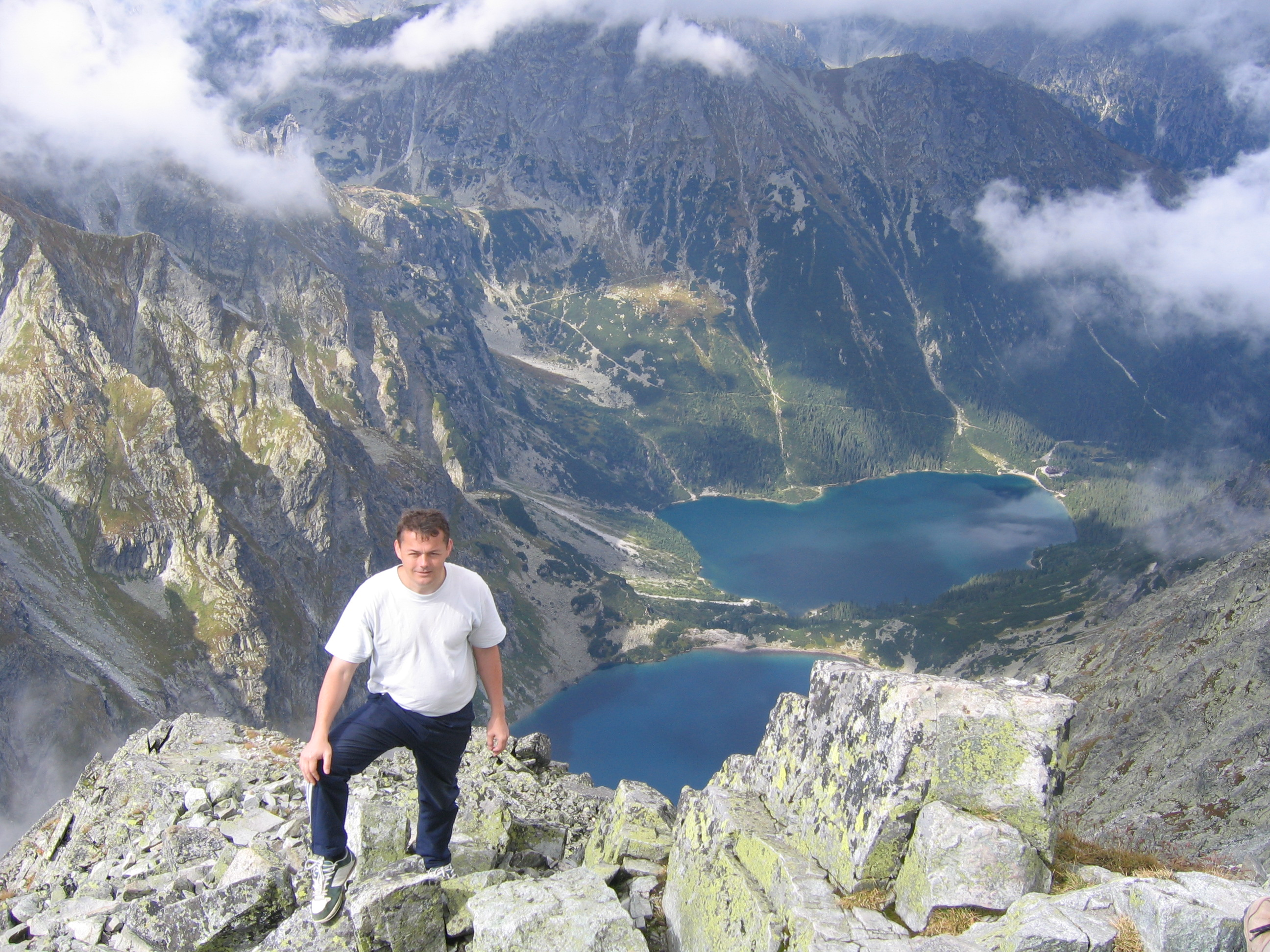
Na najwyższym szczycie Polski (2008)

O swoich inspiracjach do pracy nad tekstem Biblii napisał:

Słowo Boże nadaje naszemu życiu głęboki sens, pozwala wznieść się ponad trudności codziennego życia, oddala wszelki pesymizm, nihilizm, ustępuje lęk przed przyszłością i nie straszna wydaje się śmierć. Biblia jest księgą życia i choć mijają tysiąclecia nic nie zapowiada jej zmierzchu.

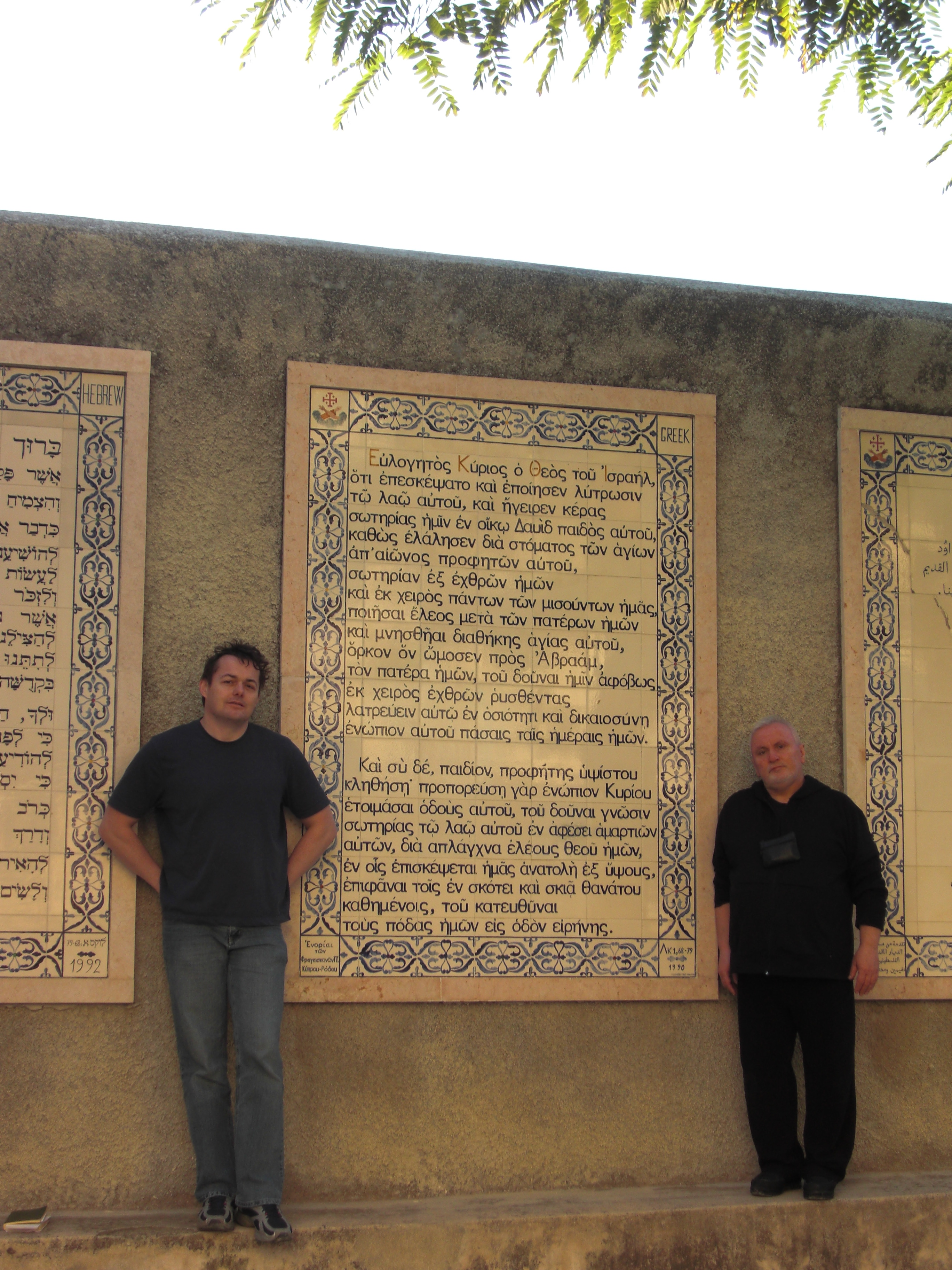
Wraz z ks. Jerzym Banakiem w Ziemi Świętej, na tle tekstu Łk 1,68-79 (2009)

Krytykował pogląd ewangelisty Reinharda Bonnkego, że ustęp tekstu Ewangelii według Mateusza (Mt 7,13-14) dotyczy czasów Starego Przymierza, a na Golgocie położona została „autostrada do nieba” (apokatastaza) i teraz człowiek nie idzie już wąską drogą (ciasna brama) do nieba, lecz autostradą (szeroka brama). Krytykował fascynację tzw. „mężami Bożymi” i zwracał uwagę, że nie należy ich naśladować. Ze względu na silny proamerykanizm i prozachodnie nastawienie Kościoła Zielonoświątkowego kilkakrotnie zwracał uwagę na godne naśladowania religijne wartości Wschodu. W swoich pracach sprzeciwia się bezzasadnemu całkowicie dosłownemu interpretowaniu Biblii.
Analizował niezrealizowane proroctwa biblijne, podając jako przykład Eliasza, który wykonał tylko jedno z trzech poleceń, zaś pozostałe wykonali jego następcy (BT 1 Krl 19,15-16) oraz Judasza Iskarioty – jednego z grona 12 osób, którym została złożona obietnica „zasiadania na tronach” (BT Łk 22,30). Uważa, że w nowożytnej literaturze pięknej, w tym zwłaszcza w XIX-wiecznej literaturze rosyjskiej, znajdują się przykłady profetyzmu będące ilustracją reguły, że Jahwe ostrzega o swoich działaniach przez swoich wysłanników (BT Am 3,7), a w dobie racjonalizmu stanowią argument na rzecz autentyczności proroctw. Poddał krytyce dopasowywanie proroczych tekstów biblijnych, w tym zwłaszcza Apokalipsy świętego Jana, do aktualnych wydarzeń.
Recenzując książkę Dawkinsa Bóg urojony porównał autora do Goliata i stwierdził, że takie książki oczyszczają Kościół z ludzi niezdecydowanych, tj. z tych, „którzy nie wiedzą w co wierzą”. W pracy Historiozofia dowodzi, że triumf teorii ewolucji w świecie doprowadził do uwiądu sił twórczych u współczesnych artystów, skutkiem czego nie powstają już nowe arcydzieła literackie, muzyczne itp.
Jako ekumenista uważa, że zbliżenie międzywyznaniowe jest możliwe poprzez zbliżenie do Słowa Bożego, a ekumenia powinna być rozwijana bez zapominania o prawdzie historycznej.
W sferze zainteresowań Leszka Jańczuka, znajdujących swoje odbicie w publikacjach, znajdują się przekłady biblijne i Apokalipsa. Dając wyraz swoim przekonaniom, porusza również tematy budzące kontrowersje. Na gruncie teologicznym unika zarówno fundamentalizmu, jak i liberalizmu.

## Publikacje

### Książki
- ks. Jerzy Banak, ks. Leszek Jańczuk: Biblia dla dzieci. Wyd. 2002 (wznowienia: 2004, 2010). Opoka, 2002, s. 1–516. ISBN 978-83-913256-5-0.
- Stanisław Krakiewicz – wieloletni zwierzchnik Zjednoczonego Kościoła Ewangelicznego. Ostrołęka – Warszawa: Ostrołęckie Towarzystwo Naukowe, 2023, s. 1–268. ISBN 978-83-62775-61-3.
- Chrześcijanie Wiary Ewangelicznej na Białostocczyźnie (1928–1988). Ostrołęka – Warszawa: Ostrołęckie Towarzystwo Naukowe, 2024, s. 1–256. ISBN 978-83-62775-71-2.
- Pentekostalizm w Polsce : historia i współczesność. pod red. W. Gajewski, J. Mironczuk. Ostrołęka – Warszawa: Ostrołęckie Towarzystwo Naukowe, 2024, s. 1–607. ISBN 978-83-62775-85-9. [praca zbiorowa]
- Teodor Maksymowicz – czołowy działacz chrześcijan wiary ewangelicznej. Ostrołęka – Warszawa: OTN, WSTS, 2025, s. 1–203. ISBN 978-83-62775-94-1.

### Artykuły naukowe

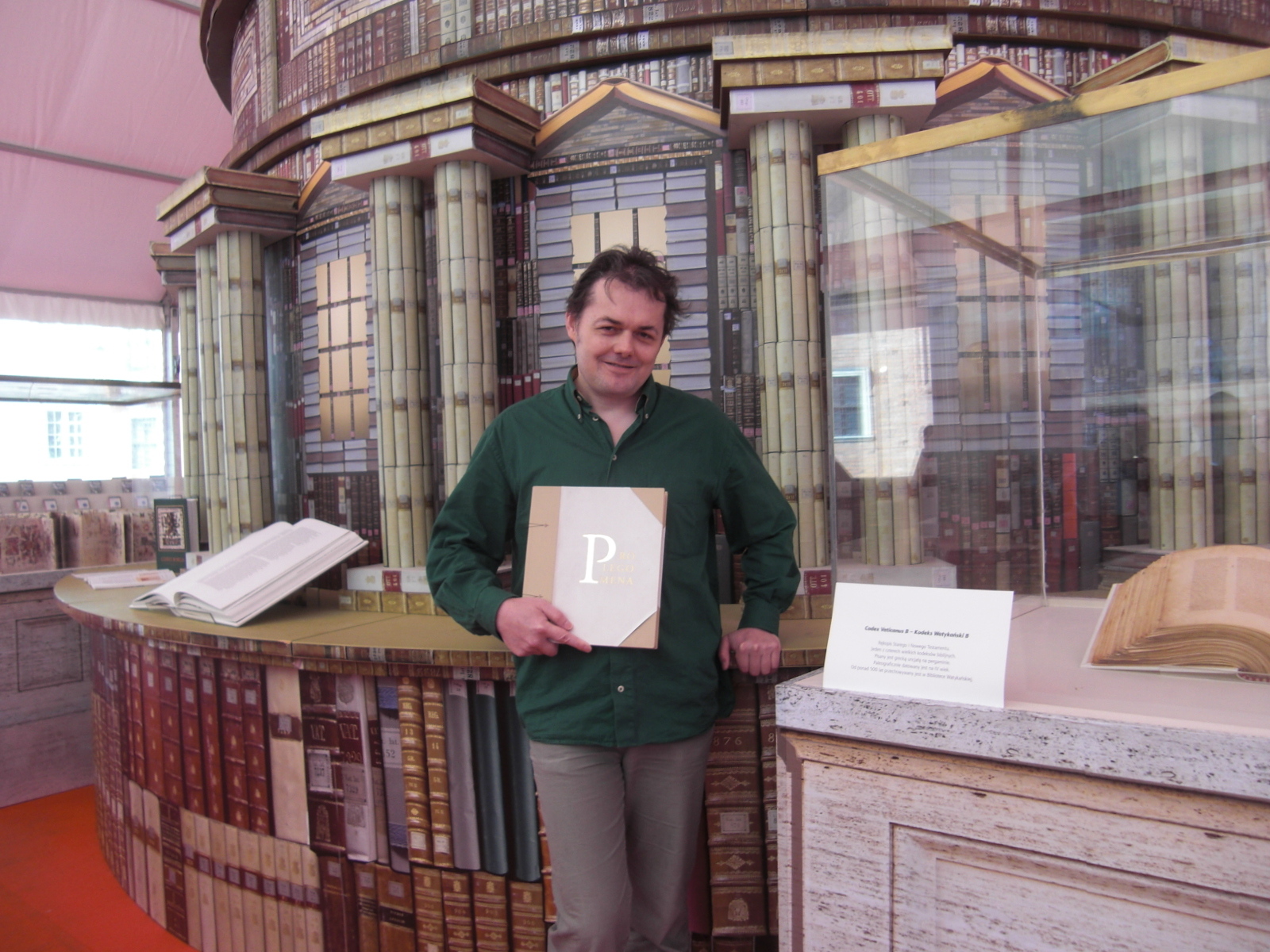
Z Prolegomeną do Kodeksu Watykańskiego (2015)

- Jerzy Banak, Leszek Jańczuk. O ekumenicznym tłumaczeniu Nowego Testamentu. „Roczniki Teologiczne Warszawsko-Praskie”. 1, s. 69–90, 2001. ISSN 1643-4870.
- Pięćdziesiąt Biblii Konstantyna. „Baptystyczny Przegląd Teologiczny”. Tom IV-V (2008–2010). s. 215–218. ISSN 1730-0592.
- Biblijna symbolika trąby. W: Więcej szczęścia jest w dawaniu aniżeli w braniu. Księga pamiątkowa dla Księdza Profesora Waldemara Chrostowskiego w 60. rocznicę urodzin. Barbara Strzałkowska (red). T. 2. Warszawa: Stowarzyszenie Biblistów Polskich, 2011, s. 717–736. ISBN 978-83-7232-983-7.
- Spór o jedność literacką Apokalipsy na przełomie XIX i XX w.. W: Nie wstydzę się Ewangelii. Księga pamiątkowa dla Biskupa Profesora Zbigniewa Kiernikowskiego w 65. rocznicę urodzin. Waldemar Chrostowski (red). Warszawa: Stowarzyszenie Biblistów Polskich, 2011, s. 177–193. ISBN 978-83-7232-984-4.
- Chrześcijanie Wiary Ewangelicznej na Podlasiu w latach 1928–1953. „Studia Theologica Pentecostalia”. 1, s. 95–148, 2013. WSTS. ISSN 2300-729X.
- Ewolucja funkcji prezbitera okręgowego w Kościele Zielonoświątkowym na przykładzie Podlasia. „Theologica Wratislaviensia”. 9, s. 127–140, 2014. EWST. ISSN 1734-4182.
- Fenomen profetyzmu w literaturze rosyjskiej XIX i początku XX wieku. „Studia Theologica Pentecostalia”. 2, s. 107–132, 2014. WSTS.
- Novum Instrumentum omne. „Rocznik Teologiczny”. (LVI) z. 1, s. 27–40, 2014. ChAT. ISSN 0239-2550.
- Spory konfesyjne podczas prac nad ekumenicznym przekładem Nowego Testamentu. „Collectanea Theologica”. 1/84, s. 70–95, 2014. UKSW.
- Historia Srebrnej Biblii, [w:] Bóg dotrzymuje Słowa. Księga jubileuszowa prezbitera Konstantego Wiazowskiego. Warszawa: Wydawnictwo Uczelniane WBST Wydawnictwo Słowo Prawdy, 2015, s. 77–85. ISBN 978-83-86586-38-7.
- Historia wydań gockiej Biblii. „Rocznik Teologiczny”. (LVII) z. 2, s. 123–136, 2015. ChAT. ISSN 0239-2550.
- Przyczyny rozwoju pentekostalizmu w Ameryce Łacińskiej. „Rocznik Teologiczny”. (LVIII) z. 1, s. 123–135, 2016. ChAT. ISSN 0239-2550.
- Ekumenizm polskiego środowiska ewangelikalnego. „Roczniki Teologiczne”. T. LXIII, z. 7, s. 171–189, 2016. KUL.
- Procesy integracyjne oraz dezintegracyjne w polskim środowisku ewangelikalnym. „Ex Nihilo”. 2(16), s. 8–35, 2016. UJ.
- Wspólnoty pentekostalne w Polsce i ich klasyfikacja. „Łódzkie Studia Teologiczne”. T. 25, nr. 4, s. 29–42, 2016. Wyższe Seminarium Duchowne w Łodzi.
- Liczba 666 w historii egzegezy. „Studia Theologica Pentecostalia”. T. IV, s. 33–58, 2016. Wyższa Szkoła Teologiczno-Społeczna. ISSN 2300-279x.
- Demonologia Kościoła Zielonoświątkowego w RP – ujęcie historyczne. „Ex Nihilo”. Z. 1, s. 75–97, 2016. UJ.
- Datowanie Apokalipsy w świetle głosów tradycji. „Ruch Biblijny i Liturgiczny”. 71/1, s. 37–52, 2018.
- Plan operacyjny częściowej likwidacji tzw. sekt w Polsce w 1949 roku. „Rocznik Teologiczny”. Nr LXII. z 1, s. 127–143, 2020.

### Artykuły popularne
- Kim jest Melchisedek?. „Chrześcijanin”. 11-12, s. 8–9, 1994.

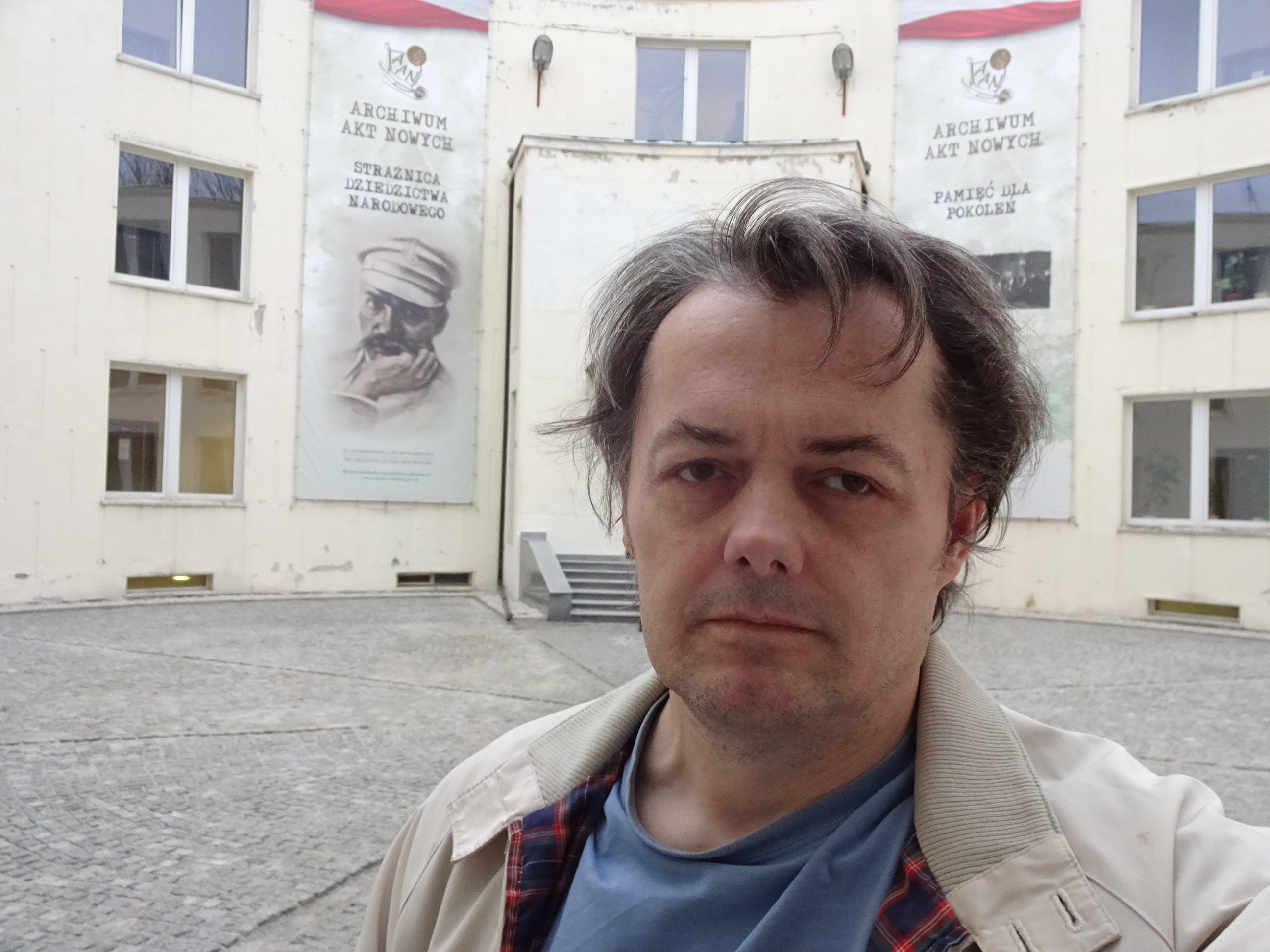
Przed Archiwum Akt Nowych, z których korzysta przy opracowywaniu publikacji (2018)

- Paweł z Tarsu – apostoł narodów. „Chrześcijanin”. 7-8, s. 5–7, 1995.
- Niewiasta przyobleczona w słońce i księżyc. „Chrześcijanin”. 7-8, s. 22–25, 1996.
- Potomstwo Niewiasty. „Chrześcijanin”. 11-12, s. 16–19, 1996.
- O przekładzie i interpretacji biblijnych tekstów. „Chrześcijanin”. 1-2, s. 16–18, 1998. ISSN 0209-0120.
- Pierwsze przekłady biblijne na języki narodowe. „Bliżej Biblii”. Nr 1, s. 41–42, 2002. ISSN 1643-9406.
- Pierwszy białoruski przekład Biblii. „Bliżej Biblii”. Nr 3, s. 16–17, 2002. ISSN 1643-9406.
- Dlaczego czytamy Biblię?. W: Wprowadzenie do nauki o Biblii oraz doktryny i praktyki ruchu zielonoświątkowego. pod red. Elżbiety Bednarz, Romualda Tomaszewskiego. Warszawa: WST, 2010, s. 76–78. ISBN 978-83-931718-0-4.[34]
- Koniec świata według Apokalipsy. „Chrześcijanin”. Nr 07-12, s. 8–11, 2011. ISSN 0209-0120.[55]
- William Aschley „Billy” Sunday. „Pentekoste”. 9, s. 17–22, maj 2012.[56]
- Charyzmaty w starożytnym Kościele, „Chrześcijanin” 2016, nr 7-9, s. 8–9.
- Wizyta Billy’ego Grahama w Moskwie (1982), „Słowo Prawdy” 2018, maj/czerwiec, s. 24–26.

### Internetowe

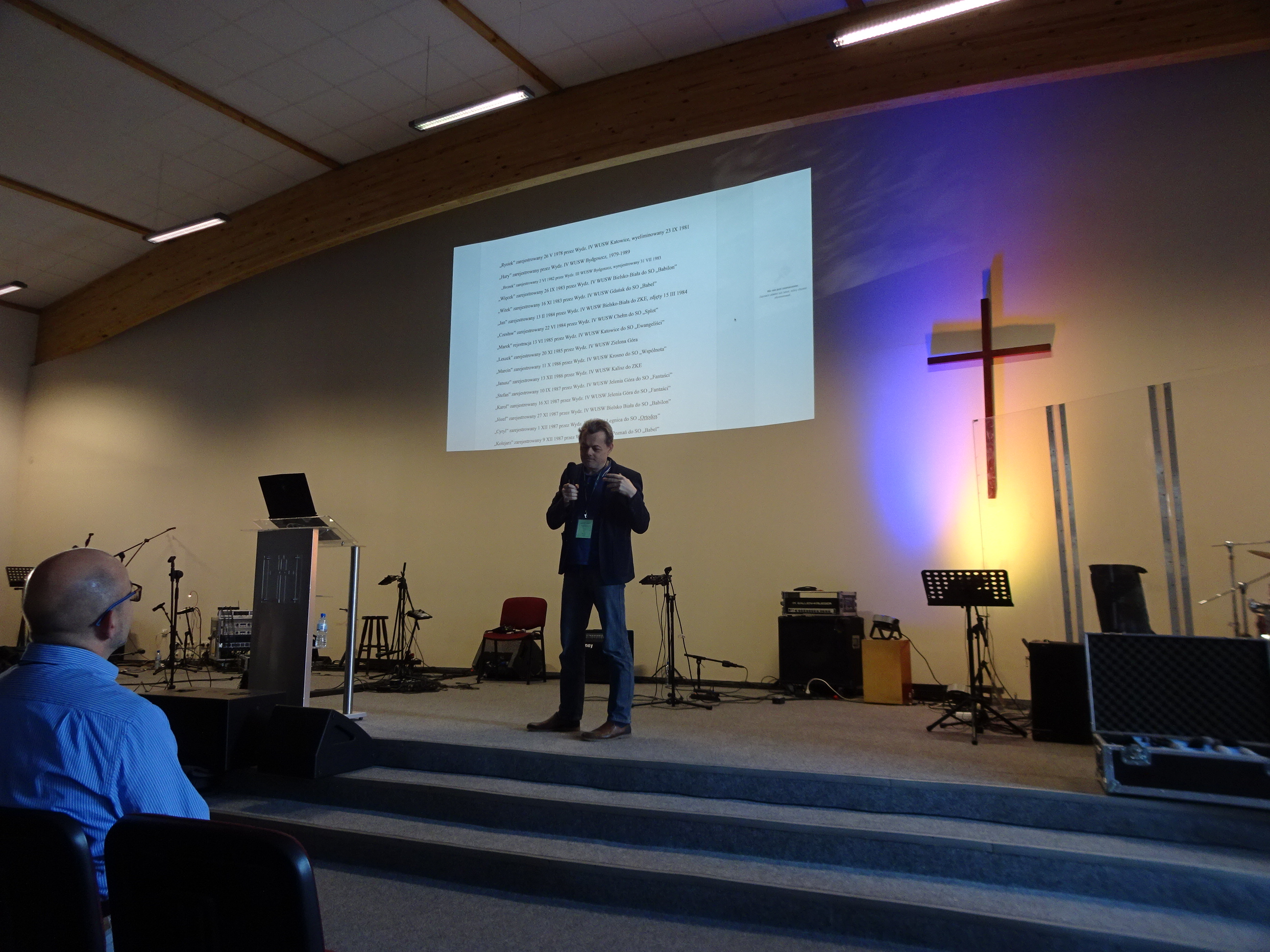
Na synodzie KZ 2018, Leszek Jańczuk przedstawia wyniki lustracji duchownych

- Dusza w dziejach myśli europejskiej[57]
- Wstęp do Nowego Testamentu[58]
- Tekst Nowego Testamentu. Rękopisy greckie, przekłady I tysiąclecia, tekst drukowany[59]
- Teologia Nowego Testamentu[60]
- Siedem listów do siedmiu Kościołów[61]
- Filozofia dziejów[53]
- Joachim de Fiore – jego dzieło i wpływ na potomnych[62]

### Konsultacja teologiczna
- Jacques Ellul: Anarchia i chrześcijaństwo. przeł. Justyna Gru i Aleksandra Dudra. Kraków, Poznań: Oficyna „Bractwa Trojka”, 2015. ISBN 978-83-939965-4-4. Brak numerów stron w książce
- Rudolf Bubik: Walka duchowa. przeł. Daniela Folwarczna. Albrechtice: Křesťanský život, 2016. ISBN 978-83-939965-4-4. Brak numerów stron w książce
- Robert Boryczka: Od cieni i obrazów ku rzeczywistości. Albrechtice: WSTS, 2019. ISBN 978-83-937598-7-3. Brak numerów stron w książce